# Oví
Els ovins (Ovis) són un gènere de bòvids entre els quals hi ha l'ovella domèstica. Els ovins estan especialment adaptats a regions seques i càlides o bé a les més fredes on els farratges que es produeixen són de qualitat poc adapatada a la ramaderia de vaquí. Per això tant es troben a Jordània com Islàndia. La llana, el cuir la carn i la llet són els principals productes que s'obtenen dels ovins.

## Vegeu també

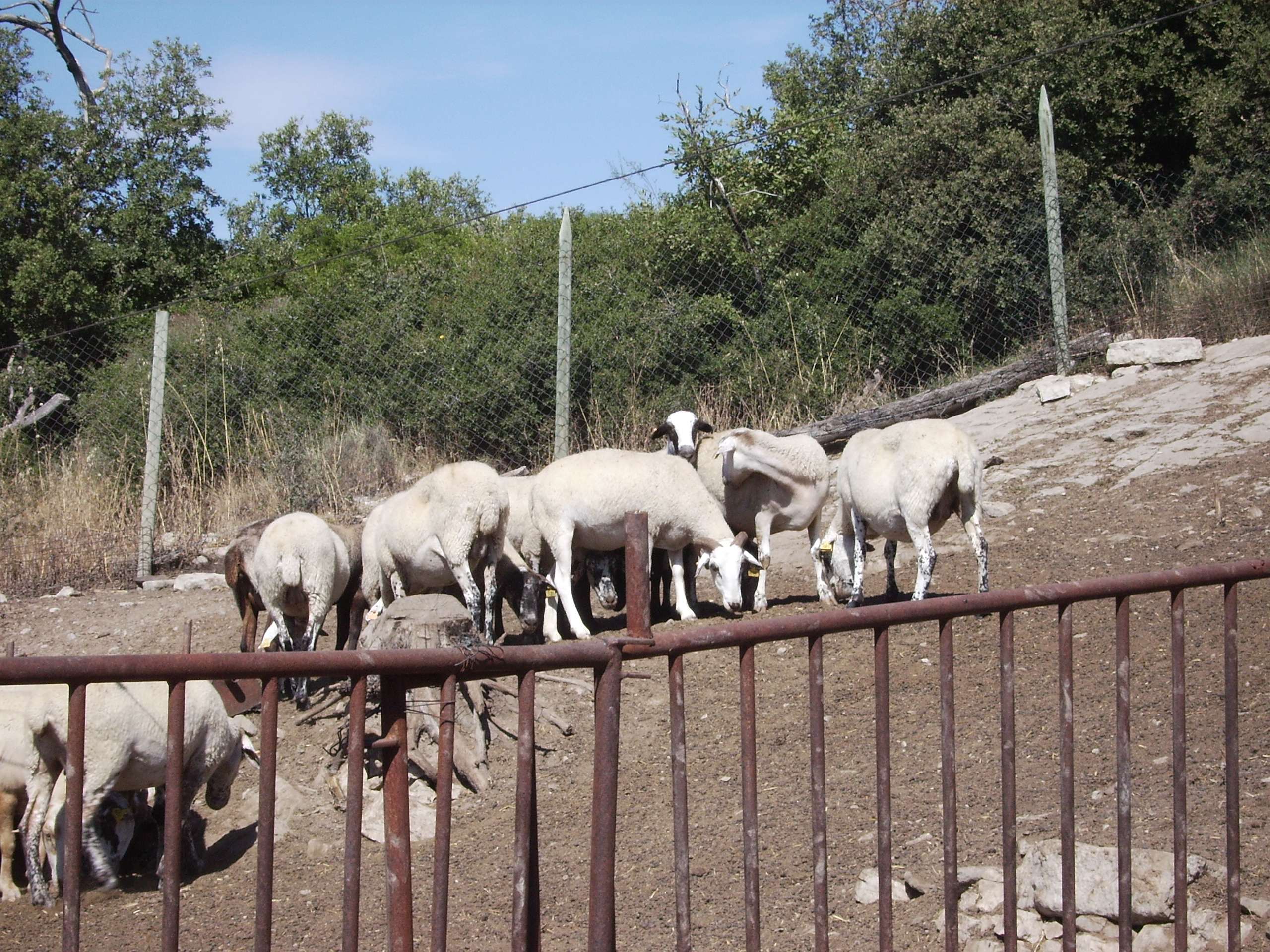
Ramat d'ovelles en una cleda

## Taxonomia
- Ovis ammon
- Ovis aries
- Ovis canadensis
- Ovis dalli
- Ovis nivicola